# Флюорография органов грудной клетки
Флюорогра́фия органов грудной клетки — флюорографический метод рентгенодиагностики лёгких и органов грудной клетки, при котором рентгеновское изображение объекта переносится с флюоресцирующего экрана на фотоплёнку относительно небольших размеров. Применяют для выявления заболеваний органов грудной клетки, преимущественно при массовых обследованиях (скрининге). На снимке отчетливо видны искажения в плотности тканей легких. Места с повышенной плотностью сигнализируют о наличиях проблем. По сравнению с рентгенографией эта методика требует меньших затрат, хотя и менее информативна.
Согласно закону флюорографическое обследование проводят с 15 лет.
В лечебных учреждениях у ряда пациентов с заболеваниями органов дыхания флюорография может заменять рентгенографию, особенно при повторных исследованиях. Такую флюорографию называют диагностической.
Основным назначением флюорографии, связанным с быстротой её выполнения (на выполнение флюорограммы тратится примерно в 3 раза меньше времени, чем на выполнение рентгенограммы), являются массовые обследования для выявления скрыто протекающих заболеваний легких (профилактическая, или проверочная флюорография).
Флюорографические аппараты компактны, их можно монтировать в кузове автомобиля. Это делает возможным проведение массовых исследований в тех местностях, где рентгенодиагностическая аппаратура отсутствует.
В настоящее время пленочная флюорография все больше вытесняется цифровой. Термин «цифровые флюорографы» является в известной мере условным, поскольку в этих аппаратах не происходит фотографирования рентгеновского изображения на фотоплёнку. Цифровая флюорография обладает всеми достоинствами цифровой рентгенографии.
Обычная плёночная флюорограмма грудной клетки обеспечивает пациенту среднюю индивидуальную дозу облучения в 0,5 миллизиверта (мЗв) за одну процедуру (цифровая флюорограмма — 0,05 мЗв), в то время как плёночная рентгенограмма — 0,3 мЗв за процедуру (цифровая рентгенограмма — 0,03 мЗв), а компьютерная томография органов грудной клетки — 11 мЗв за процедуру. Магнитно-резонансная томография не несёт лучевой нагрузки.